# Legem nocens veretur, fortunam innocens
 Legem nocens veretur, fortunam innocens лат. (изговор:  легем ноценс веретур, фортунам инценс). Закона се боји кривац, а невин судбине.( Публилије Сиранин)

## Поријекло изреке
Изрекао у првом вијеку прије наове ере римски пјесник Публилије Сиранин (први вијек п. н. е.).

## Тумачење
Закона се боји кривац, све остале је закон поштедио. Невин човјек се боји једино  судбине, она не зна ни за невине.